# Le Noyé (Maupassant)
Cet article concerne une nouvelle de Guy de Maupassant. Pour la nouvelle de Tchekhov, voir Le Noyé. Pour les articles homophones, voir Le Noyer.
Le Noyé est une nouvelle de Guy de Maupassant, parue en 1888. Elle a pour sujet principal les répercussions de la violence conjugale d'un homme sur sa femme.

## Historique
Le Noyé est une nouvelle de Guy de Maupassant initialement publiée dans Le Gaulois du 16 août 1888, puis dans le recueil L'Inutile Beauté en 1890.

## Résumé
Cette nouvelle raconte l'histoire d'une femme nommée Désirée qui se fait battre par Patin,son mari. Tous deux habitent à Fécamp. Un jour Patin partit en mer et ne reviendra jamais. Sa femme hérite alors de sa fortune. Celle-ci achète donc un perroquet pour lui tenir compagnie. Celui-ci se révèle être une réincarnation de Patin.

## Analyse littéraire

### Situation d'énonciation
Le statut du narrateur est extérieur car il emploie la 3ème personne : " Il était riche, propriétaire de son embarcation, de ses filets et d'une maison au pied de la côte sur la retenue; tandis que le père Auban n'avait rien.

### Structure et étude des rythmes
L'histoire dure des années. C'est un récit rapide mettant en scène une histoire longue. Cela est réalisable grâce aux élipses.

### Thèmes et registres
Cette nouvelle montre les répercussions psychologiques des violences conjugales à travers la vie de Désirée qui se fait battre et injurier. Elle en vient même à penser que son perroquet est une réincarnation de son défunt mari. "Elle sentit, elle comprit que c'était bien lui, le mort, qui revenait, qui s'était caché dans les plumes de cette bête pour recommencer à la tourmenter, qu'il allait jurer, comme autrefois, tout le jour, et la mordre, et crier des injures pour ameuter les voisins et les faire rire." l.226 à 230. Elle finit donc par le tuer. "Alors elle se rua, ouvrit la cage, saisit l'oiseau qui, se défendant lui arrachait la peau avec son bec et avec ses griffes. Mais elle le tenait de toute sa force, à deux mains, et, se jetant par terre, elle se roula dessus avec une frénésie de possédée, l'écrasa, en fit une loque de chair, une petite chose molle, verte, qui ne se remuait plus, qui ne parlais plus, et qui pendait." l.230 à 236. On peut donc penser qu'elle est devenu folle tellement elle est traumatisée. "Elle rentra, se jeta à genoux devant la cage vide, et, bouleversée de ce qu'elle avait fait, demanda pardon à Dieu, en sanglotant, comme si elle venait de commettre un horrible crime." l.240 à 243.  

## Éditions
- 1888 -  Le Noyé, dans Le Gaulois
- 1890 -  Le Noyé, dans La Vie populaire du 21 août 1890
- 1890 -  Le Noyé, dans L'Inutile Beauté recueil paru chez l’éditeur Victor Havard.
- 1979 -  Le Noyé, dans Maupassant, Contes et Nouvelles, tome II, texte établi et annoté par Louis Forestier, éditions Gallimard, Bibliothèque de la Pléiade.